# Werfer-Granate 21

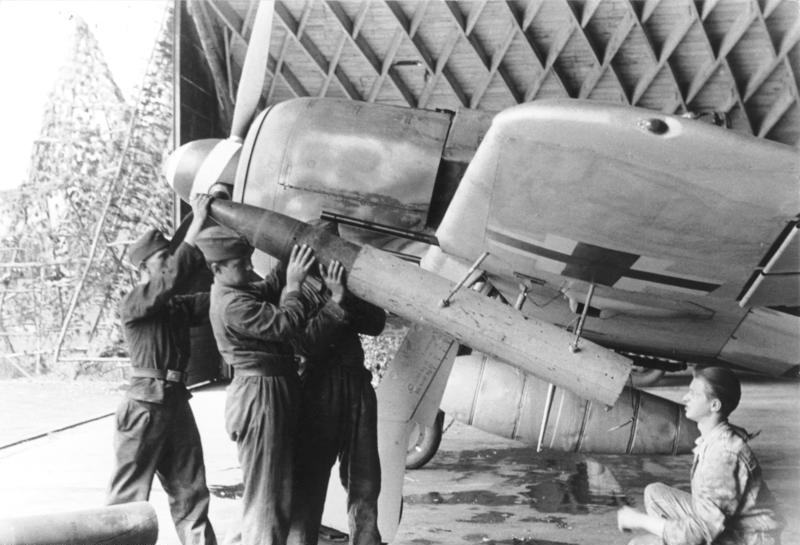
Cargando un cohete Werfer-Granate 21 en el tubo lanzador de un Fw 190 A-8/R6 del Stab/JG 26.

El Werfer-Granate 21, también conocido como BR 21, era un cohete aire-aire empleado por la Luftwaffe durante la Segunda Guerra Mundial, que entró en servicio a mediados de 1943. El arma fue desarrollada por Rheinmetall-Borsig bajo la dirección del ingeniero Rudolf Nebel, pionero del uso de cohetes aire-aire en la Primera Guerra Mundial con la Luftstreitkräfte.    

## Historia
Los bombarderos pesados de las USAAF volaban en formaciones cerradas que les permitían protegerse uno al otro con sus ametralladoras pesadas Browning M2, por lo que tales formaciones eran lugares sumamente peligrosos para el vuelo de un caza, con docenas de ametralladoras apuntando a los cazas de la Luftwaffe desde casi cualquier dirección. Esto llevó a numerosos esfuerzos por desarrollar armas que pudiesen atacar a los bombarderos desde más allá del alcance efectivo de 910 m de sus ametralladoras.
Este cohete les permitía a los pilotos alemanes atacar los bombarderos desde una distancia segura de más de un kilómetro, donde el riesgo de ser impactado era mucho menor. Mientras que la carga útil de dos o cuatro cohetes de un caza era muy improbable que logre un derribo, el lanzamiento masivo de un escuadrón completo (un Staffel de 12-16 aviones) que se dirige a interceptar a los bombarderos podría lograr dos o tres derribos, con una precisión del 15%. El gran radio letal de la detonación del cohete compensaba su imprecisión, e incluso un impacto no letal sobre un bombardero produciría una lluvia de esquirlas que tendría efectos psicológicos y quizás lo obligue a efectuar maniobras evasivas que lo alejarían de la protección de sus camaradas.
Las alas de cazas JG 1 y JG 11 fueron las primeras unidades de primera línea en emplear el cohete durante la primavera de 1943. Durante el otoño de 1943, los Me 110 G-2 Zerstörer de las alas de cazas pesados ZG 26 y ZG 76 también fueron equipadas con este.
Estos cohetes también fueron empleados a veces contra blancos terrestres desde fines de 1943, como en la Campaña de Italia (1943-1944), la Campaña de Normandía (1944) y durante la Batalla de las Ardenas.    

## Diseño y capacidades

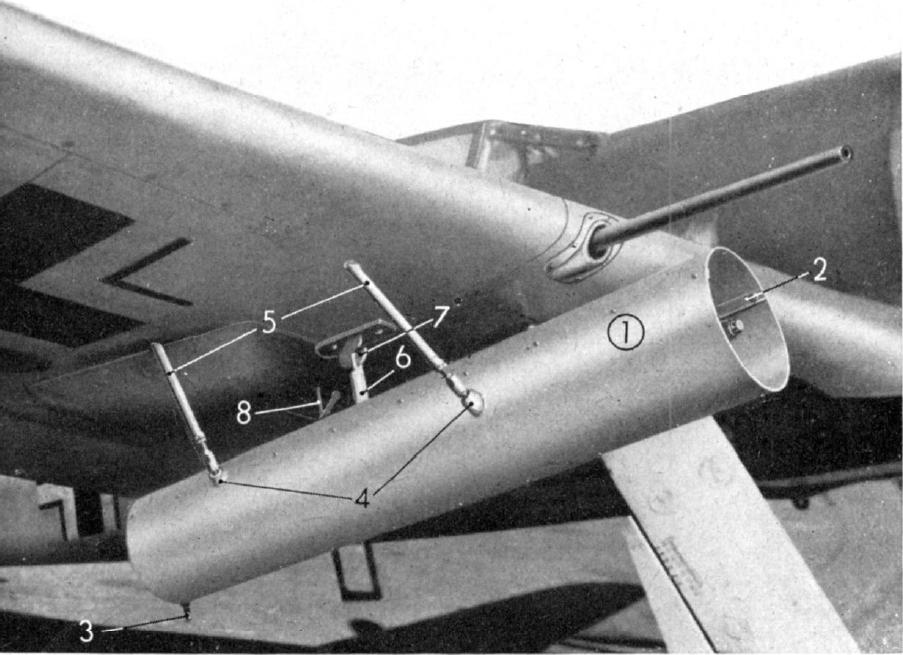
Detalles del tubo lanzador del BR 21 instalado en un Fw 190A.

Modificado a partir del cohete empleado por el lanzacohetes múltiple 21 cm Nebelwerfer 42 y reconfigurado para lanzamiento aéreo, el cohete estabilizado por rotación era propulsado por un motor cohete de combustible sólido de 18,4 kg, mientras que su ojiva pesaba 40,8 kg. El cohete del Werfer-Granate 21 tenía una velocidad de 320 m/s (1.150 km/h) y un alcance máximo de 1.200 m. El cohete y su tubo lanzador pesaban en total 112 kg. Una espoleta cronométrica detonaba la ojiva a una distancia predeterminada de 600 m hasta 1.200 m del punto de lanzamiento, resultando en un radio letal de aproximadamente 30 m de diámetro.

## Empleo
Los cazas monoplaza llevaban un tubo lanzador bajo cada ala, mientras que los cazas pesados bimotores Zerstörer llevaban dos tubos lanzadores bajo cada ala. El arma tenía varias desventajas operativas; los tubos lanzadores producían una importante resistencia al aire, reduciendo la velocidad, la maniobrabilidad y el desempeño en general. Al contrario de los contenedores de armamento firmemente acoplados bajo las alas de varios cazas monomotores de la Luftwaffe, los tubos lanzadores del BR 21 eran lanzables y una vez que el cohete era lanzado, el caza podía volver a su habitual perfil aerodinámico. 

## Desventajas
La velocidad relativamente baja del cohete provocaba un problema en tratar de contrarrestar la considerable caída balística de tan lento proyectil, lo que requería que el tubo lanzador fuere montado en un ángulo de 15° hacia arriba respecto del plano de vuelo, produciendo un arrastre en la estructura del avión portador. La baja velocidad de lanzamiento también significaba que fuese difícil apuntar con precisión, ya que el piloto debía juzgar la distancia respecto al blanco. En consecuencia, la mayoría de cohetes lanzados detonaban delante o detrás del bombardero. Sin embargo, con frecuencia tenían el efecto de abrir lo suficiente las formaciones de bombarderos como para que los cazas ataquen con sus ametralladoras y cañones automáticos.

## Aviones armados con el Wfr. Gr. 21
Un tubo lanzador bajo cada ala
- Focke-Wulf Fw 190 A-7 y más recuentes: como la modificación Rüstsatz 6 (/R6).
- Messerschmitt Me 109G: como la modificación BR21.

Dos tubos lanzadores bajo cada ala
- Messerschmitt Me 110
- Messerschmitt Me 210
- Messerschmitt Me 410 Hornisse

Dos tubos lanzadores bajo el fuselaje (paralelos, en soportes para bomba que flanquean la bodega del tren de aterrizaje delantero)
- Messerschmitt Me 262